# Глубокий Угол (Каменецкий район)
Глубокий Угол (бел. Глыбокі Вугал) — деревня в Каменецком районе Брестской области Беларуси. Входит в состав Каменюкского сельсовета. Располагается в лесном массиве Беловежской пущи, на южной окраине. Расстояние до Каменюк — 10 км.

## История
Согласно переписи населения 1921 года, в деревне проживало 23 человека. Все они исповедовали православие. Поляками считали себя 11 человек, 6 белорусами и ещё 5 указали другие национальности.
Перед началом немецкого вторжения в деревне насчитывалось 9 домов, проживало 32 человека. В Великую Отечественную войну немцы сожгли деревню, ведя борьбу с нарастающим партизанским движением. Местные жители были вывезены. После войны деревня восстановилась. В 2010-х в деревне постоянно проживала пенсионерка Мария Андреевна Панько. Летом, с наступлением тепла, в деревню и окрестности приезжают дачники и садоводы. Часто сюда заезжают туристы на охоту.

## Население
| Год             | 1921 | 1940 | 1999 | 2009 | 2019 |
| --------------- | ---- | ---- | ---- | ---- | ---- |
| Население, чел. | 23   | ↗32  | ↘3   | ↘1   | ↘0   |